# Schubartesia
Schubartesia is een geslacht van hooiwagens uit de familie Gonyleptidae.
De wetenschappelijke naam Schubartesia is voor het eerst geldig gepubliceerd door B. Soares in 1944. 

## Soorten
Schubartesia is monotypisch en omvat slechts de volgende soort:
- Schubartesia singularis